# Субре
Субре́ (фр. Soubré) — город на юго-западе Кот-д’Ивуара, на территории области Ба-Сассандра. Административный центр одноимённого департамента.

## Географическое положение
Город находится в центральной части области, на левом берегу реки Сасандра, на расстоянии приблизительно 180 километров к юго-западу от столицы страны Ямусукро. Абсолютная высота — 140 метров над уровнем моря.

## Население
По данным переписи 1988 года численность населения города составляла 110 794 человек.
Динамика численности населения города по годам:
| 1975  | 1988   | 2012    |
| ----- | ------ | ------- |
| 7 016 | 33 162 | 110 794 |

## Экономика
Основу экономики Субре составляет сельское хозяйство. Главными продуктами городского экспорта являются какао и кофе.

## Транспорт
Ближайший аэропорт расположен в городе Ганьоа.